# Emoia jakati
Emoia jakati — вид сцинкоподібних ящірок родини сцинкових (Scincidae). Мешкає в Океанії.

## Поширення і екологія
Emoia jakati мешкають на Молуккських островах, на півночі Нової Гвінеї та на сусідніх островах, на островах архіпелагу Бісмарка, на островах Адімралтейства, на Соломонових, Каролінських і Маршаллових островах. Вони живуть на узліссях вологих тропічних лісів, в рідколіссях, на кокосових плантаціях та в садах. Зустрічаються на висоті до 1800 м над рівнем моря.